# 吴芳吉
吴芳吉（1896年—1932年5月9日），字碧柳，号白屋吴生，世称白屋诗人，四川重庆市江津区德感坝人，作家、诗人。

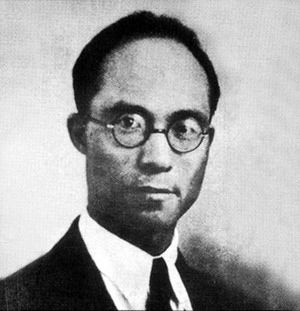

## 生平
1896年，吴芳吉出生在重庆杨柳街碧柳院。八岁时他随父迁回江津。1906年，十岁入重庆白沙镇聚奎小学。1909年，十三岁时作文课上写出名噪全川的《读外交失败史书》，被誉为神童。吴家附近盗娼赌博者多，父亲吴传姜用石灰将墙门刷白并题写“白屋吴宅”字牌，意为清白之家。吴芳吉遂自号为“白屋吴生”。
1910年，考入清华留美预科学校北上進京。1912年，因美籍教师无理辱骂同学而爆發學潮，吳為四川省學生代表并张贴《讨武檄文》，被開除。在范源濂的斡旋下多數同學寫悔過書返校，而吳芳吉放棄這個機會返回家鄉，任嘉州中学英文教师。1919年秋，赴上海，历任上海右文社《章氏丛书》校对、上海《新群》诗歌编辑。后担任永宁中学、上海中国公学、湖南长沙明德中学、西安西北大学、辽宁沈阳东北大学教师。1927年，受聘为成都大学中文系教授兼系主任、四川大学教授等。1929年，参与创办重庆大学，任文科预科主任。1931年，受聘为江津中学校长。
九一八事变后，他创作了抗日诗作《巴人歌》，并多次到重庆等地朗诵演讲。朗诵演讲时，他慷慨激昂、声泪俱下，晕倒在讲台上。后因医治无效，于1932年5月9日在江津故居白屋去世，时年36岁。

## 著作
- . 成文出版社. 1970. ISBN 4711871495326 请检查|isbn=值 (帮助).
- 贺远明等选编. . 巴蜀书社. 1994.10. ISBN 7-80523-486-8.
- 傅宏星编校. . 华东师范大学出版社. 2014.08. ISBN 978-7-5675-2368-5.
- 王忠德，刘国铭主编. . 重庆: 重庆出版社. 2015.07. ISBN 978-7-229-09613-7. 论文卷、书信卷、日记卷、诗歌卷
- 王峰. . 中国社会科学出版社. 2016.10. ISBN 978-7-5161-7824-9.

## 家庭
吴芳吉18岁和妻子何树坤结婚后，生育有四个儿女：大儿吴汉骧、二儿吴汉骥、三女吴汉骊、四女吴汉驺。

## 外部鏈接
张哮. . 中国南方艺术. 2012-09-28  [2020-10-24]. （原始内容存档于2012-11-06）.